# Marcel·lí d'Ambrun
Marcel·lí d'Ambrun (nord d'Àfrica, s. IV - Ambrun, Gàl·lia, 374) fou el primer bisbe d'Ambrun. És venerat com a sant per tota la cristiandat. Escrigueren la seva vida Beda, Ató, Usard, Gregori de Tours, Petrus de Natalibus, Cesare Baronio, el Martirologi Romà i Mombrici

## Biografia
Marcel·lí era un prevere africà, berber de família cristiana; amb dos companys, Vicenç i Domní, marxà a Europa en 313 per assistir al concili que havia de jutjar el donatisme. El papa Melquíades I els envià, amb altres preveres africans, a evangelitzar la Gàl·lia i desembarcaren a Niça. Van predicar al Delfinat, l'actual departament dels Alts Alps i al vessant italià dels Alps, fins a Vercelli. S'hi quedà Eusebi de Vercelli, mentre que Marcelí, Vicenç i Domní s'establiren a Ambrun, on construïren un oratori sobre un penya-segat. Després, quan molts dels habitants de la zona s'havien convertit al cristianisme, feren una església més gran amb un baptisteri, que esdevingué la primera catedral de la ciutat, i Marcel·lí el seu primer bisbe, consagrat per Eusebi de Vercelli, llavors exiliat, cap al 354.
Marcel·lí patí també la persecució dels arrians durant els últims anys de la seva vida i visqué amagat en les muntanyes d'Alvèrnia, des d'on anava d'amagat a Ambrun per veure els seus clergues i fidels.

## Veneració
Morí en llaor de santedat i fou venerat des de llavors. Les relíquies de Marcel·lí, amb les de Vicenç i Domní, són a Dinha (Alps de l'Alta Provença), on els dos deixebles de Marcel·lí havien estat bisbes. La tradició diu que al baptisteri de l'oratori de Marcel·lí ocorrien nombrosos miracles. Gregori de Tours i Ató de Viena expliquen que encara en el seu temps les aigües tenien propietats guaridores, i que molta gent n'omplia ampolles el Nadal i el Dissabte Sant.